# عادل آسانا
عادل آسانا (انگلیسی: Aadil Assana؛ زادهٔ ۱۸ ژانویهٔ ۱۹۹۳) یک بازیکن فوتبال اهل فرانسه است. فعالیت حرفه‌ای وی از سال ۲۰۱۰ م آغاز شد. او در پست هافبک با پیراهن شماره ۲۴ در موناکو مشغول بازی است.